# Eutrichillus pini
Eutrichillus pini là một loài bọ cánh cứng trong họ Cerambycidae.